# Robert Schmidt (Architekt)

Robert Schmidt, 1878

Robert Louis Adolph Schmidt (* 2. März 1850 in Büchen; † 28. Juli 1928 in Wismar) war ein deutscher Architekt und Gründer verschiedener Lehranstalten.

## Biografie
Robert Schmidt war der Sohn des Zollverwalters Hermann Friedrich Adolph Schmidt und dessen Ehefrau Catharina Dorothea Friederike Schmidt geborene Kähler. Er besuchte zunächst wahrscheinlich die Privatschule der Eisenbahnverwaltung in Büchen-Bahnhof. Ab 1860 schloss sich der Besuch des Gymnasiums in Ratzeburg an, da in dieser Stadt seine Tante Lotte lebte. Robert Schmidt setzte seine schulische Ausbildung am Realgymnasium in Perleberg fort. Durch den erfolgreichen sechsjährigen Besuch einer neunstufigen höheren Schule erwarb er ein „Zeugnis über die wissenschaftliche Befähigung für den einjährig-freiwilligen Militärdienst“. Es folgte der Besuch des Militär-Pädagogiums Berlin.
An die Schulzeit schloss sich ein Volontariat in einem technischen Büro an. Weitere berufspraktische Erfahrungen sammelte er von November 1871 bis Ende September 1872 als Bauführer beim Neubau des Amtsgerichts und des Gefängnisses in Harburg (Elbe). Ab Oktober 1872 absolvierte er dann seinen Militärdienst als Einjährig-Freiwilliger im Infanterie-Regiment „Graf Bose“ (1. Thüringisches) Nr. 31 in Altona (Elbe).
Ab Oktober 1873 studierte Schmidt am Eidgenössischen Polytechnikum Zürich Kunst- und Literaturgeschichte, Finanzwirtschaft und Geologie. Zwischen 1874 und 1877 studierte er an der Technischen Hochschule Darmstadt und an der Technischen Hochschule München. 1877 erfolgte sein Wechsel an die Technische Hochschule Wien. Nach dem Studium der Fächer Architektur, antike Baukunst und Bauingenieurwesen erlangte Robert Schmidt an der Technischen Hochschule Wien sein Absolutorium und konnte 1878 seine Abschlussprüfung ablegen.
Am 11. April 1877 heiratete Schmidt in München Emma Hülsen (* 10. August 1848 in Balje bei Stade). Das Ehepaar zog 1878 nach Bessungen. Am 4. Oktober 1878 kam dort das erste der vier gemeinsamen Kinder, die Tochter Adelheid Anna Theodore Schmidt, zur Welt. Das zweite Kind, der Sohn Robert Karl Adolf Schmidt, wurde am 10. Mai 1880 ebenfalls in Bessungen geboren. In dieser dreijährigen Lebensphase war Robert Schmidt als Architekt tätig. Er übernahm 1880/1881 die Bauleitung für Staatsbauten in den elsässischen Städten Mülhausen (Bezirksgefängnis), Altkirch und Colmar.
1881 wechselte Schmidt an das Städtische Technikum Rinteln. In der dortigen kunstgewerblichen Abteilung fungierte er als Fachlehrer für Kunstgewerbe, Architektur und deren Hilfswissenschaften. 1882 erfolgte sein Wechsel an die Herzoglich Braunschweigische Baugewerkschule Holzminden. In der Abteilung für Bau- und Möbeltischler unterrichtete er als Fachlehrer in den Fächern Formlehre, Baukonstruktionslehre und Konstruktionszeichnen. 1883 fungierte er als Fachlehrer an der Königlichen Baugewerkschule Erfurt. Dort unterrichtete er u. a. die Fächer Entwerfen und Formenlehre. Zwischen 1884 und 1886 war er als Leiter eines technischen Büros für stadttechnischen Tiefbau in Gotha tätig. In dieser Zeit belegte er als Gasthörer an der Universität Leipzig Lehrveranstaltungen, u. a. in Kunstgeschichte und Archäologie.
Am 18. Januar 1886 wurde der Sohn Adolf Ludwig Ernst Georg Paul Schmidt geboren. Einige Tage später, am 9. Februar 1886, wurde Schmidt in Zerbst Mitglied der Johannisloge Friedrich zur Beständigkeit. Im Verlauf des Jahres 1886 inventarisierte und erforschte er im Auftrag der preußischen Regierung Architektur- und Kunstdenkmaler in Schleswig-Holstein. Aus dieser Arbeit heraus entstanden einige Aufsätze, die in Fachkreisen Beachtung fanden. Weitere fachwissenschaftliche Veröffentlichungen von Schmidt, wie z. B. Das Rathaus zu Zerbst, sowie Lehrhefte über architektonisch relevante Aspekte, wie z. B. Formenlehre, erschienen in den folgenden Jahren.
Nach dem Ausscheiden aus dem preußischen Staatsdienst ging Schmidt im Frühjahr 1887 einer Tätigkeit am Technikum in Neustadt-Glewe nach. Im Oktober 1887 gründete Robert Schmidt in Zerbst mit Unterstützung der Regierung des Herzogtums Anhalt und der Stadt Zerbst die private „Anhaltische Bauschule“. Zunächst umfasste die Bauschule die Abteilungen Hochbau, Tiefbau und Steinmetztechnik. Später kamen Abteilungen für Eisenbahnbau und Ziegeleitechnik hinzu. Am 20. Dezember 1892 wurde das vierte Kind Robert Schmidts, die Tochter Veronika Marie Luise Hermine Schmidt, in Zerbst geboren. Die im Oktober 1891 in Köthen eröffnete „Akademie für Handel, Landwirtschaft und Industrie“ gab schon 1893 ihre landwirtschaftliche Ausrichtung auf und nannte sich in „Höheres Technisches Institut“ um. Weil diese Lehranstalt seitens der anhaltischen Landesregierung ein höheres Ansehen genoss und eine stärkere Förderung erhielt, verkaufte Robert Schmidt 1899 seine private Fachschule an die Stadt Zerbst. Die „Anhaltische Bauschule“ bestand trotz der Konkurrenz durch die nahe gelegene Lehranstalt in Köthen (die ab 1905 „Städtisches Friedrichs-Polytechnikum“ hieß) bis zum Ende des Zweiten Weltkriegs weiter.

Grabstein Robert Schmidts auf dem Ostfriedhof in Wismar

Im November 1899 unterbreitete Schmidt dem Rat der Hansestadt Wismar schriftlich den Vorschlag, eine „Höhere Polytechnische Lehranstalt“ zu gründen. Mit diesem Ansinnen wurde er auch bei den Bürgermeistern in Kulmbach und Friedberg (Hessen) vorstellig. Aufgrund eines Gutachtens des großherzoglich mecklenburgischen Baubeamten Gustav Hamann lehnte der Rat der Hansestadt Wismar den Vorschlag Schmidts ab. Begründet wurde die Ablehnung mit der begonnenen Verstaatlichung der privaten bzw. kommunalen Baugewerkschulen in Preußen. Um nicht untätig zu sein, übernahm er einige Monate lang die Leitung und Reorganisation des Technikums in Limbach (Sachsen). Am 14. Dezember 1900 schloss er mit der Stadt Friedberg einen Vertrag über die Gründung einer Gewerbe-Akademie ab. Obwohl ihm die Direktorenstelle am städtischen Technikum in Limbach angeboten worden war, blieb er bei seiner schon vertraglich fixierten Entscheidung und siedelte im Sommer 1901 nach Friedberg über.
Am 29. Oktober 1901 wurde die von Schmidt mit Unterstützung der Stadt Friedberg gegründete Gewerbe-Akademie Friedberg als Privatanstalt eröffnet. Ihre räumliche Heimat fand die Gewerbe-Akademie in der alten Augustinerschule. Die Gewerbe-Akademie umfasste bei ihrer Gründung die fünf Abteilungen Architektur, Bauingenieurwesen, Elektrotechnik, Maschinenbau und Automobilbau. Die beiden letztgenannten Abteilungen wurden später vereinigt. Die Studierendenzahl stieg von 68 im Wintersemester 1901/1902 auf 288 im Wintersemester 1903/1904. Da im Sommersemester 1908 nur noch 152 Studierende ihr Studiengeld (120 Mark pro Semester) zahlten, fehlte Robert Schmidt die gewinnorientierte unternehmerische Perspektive. Weil sich die Studierendenzahlen nicht wie erhofft entwickelt hatten, blieben die Einnahmen niedrig im Verhältnis zu den Kosten. Robert Schmidt trat deshalb am 10. Oktober 1907 in Verhandlungen mit der Stadt Wismar bezüglich der Schaffung einer Ingenieur-Akademie in der Hansestadt ein. 1908 erfolgte der Vertragsabschluss über die Gründung der Ingenieur-Akademie Wismar als Privatinstitut. Die Gewerbe-Akademie Friedberg ging im August 1908 auf die Stadt Friedberg über und Direktor Schmidt erhielt von ihr als Abfindung den Betrag von 42.000 Mark. Aus der Gewerbeakademie Friedberg ging die heutige Technische Hochschule Mittelhessen, Campus Friedberg, hervor.
Nach dem Verkauf der Gewerbeakademie Friedberg zog die Familie Schmidt nach Wismar. Die Eröffnung der Wismarer Lehranstalt fand am 26. Oktober 1908 statt. Die Ingenieur-Akademie verfügte über die Abteilungen Architektur, Bauingenieurwesen, Maschinenbau und Elektrotechnik. Schmidt fungierte sowohl als Direktor wie auch als Fachlehrer. In den Folgejahren förderte die Stadt Wismar durch Zuschüsse die Aufrechterhaltung des Lehrbetriebs. Am 1. September 1922 verkaufte er die private Ingenieur-Akademie an die Stadt Wismar. Nach dem Verkauf blieb er der Ingenieur-Akademie erhalten, als Direktor in städtischen Diensten. Ende 1923 trat er in den Ruhestand.
Aus der Ingenieur-Akademie Wismar ging die heutige Hochschule Wismar hervor. 2011 fand in der Hochschule Wismar die feierliche Eröffnung des Robert-Schmidt-Instituts statt.
Schmidt und seine Frau Emma († 5. Oktober 1928) wurden auf dem Friedhof Wismar - Ost (Grabfeld C) beigesetzt.

## Schriften
- Das Rathaus zu Zerbst. Ein Beitrag zur Kunstgeschichte des Herzogtums Anhalt. Zerbst 1897. (Auszug)
- Die Bau- und Kunstdenkmäler des Askanischen Fürstenhauses im ehemaligen Herzogtum Lauenburg. Anhaltische Buchdruckerei Gutenberg, Dessau 1899.